# Jiří Daler
Jiří Daler (Brno, 8 marzo 1940) è un ex pistard ceco, fino al 1992 cecoslovacco.
In rappresentanza della Cecoslovacchia ha vinto la medaglia d'oro nel ciclismo su pista alle Olimpiadi di Tokyo 1964, trionfando nella gara di inseguimento individuale.
Ha preso parte anche alle Olimpiadi 1968.
Nelle sue partecipazioni ai campionati mondiali ha conquistato una medaglia d'argento (1966) nell'individuale e quattro medaglie di bronzo, di cui due (1964, 1967) nella gara individuale e due (1965, 1966) nella gara a squadre.